# Raduša
 Ovo je glavno značenje pojma Raduša. Za druga značenja pogledajte Raduša (razdvojba).
Raduša je planina u Bosni i Hercegovini. Raduša predstavlja prirodnu granicu između Hercegovine i Bosne. Raduša ima specifičan tip planinske (alpske) klime s umjereno toplim ljetima, dok su zime hladne i bogate snijegom s višegodišnjim prosjekom od preko 80 cm, više od 120 dana.
Nalazi se između Vukovskog polja i doline rijeke Vrbas, najviši vrh planine je Idovac na 1956 metara nadmorske visine.
Na Raduši postoje dva manja jezera: Idovačko i Malo jezero.
Na Raduši se nalazi skijališni centar. Na stazama ovoga skijališta 2012. godine u organizaciji Skijaškog saveza Herceg-Bosne održano je prvo otvoreno prvenstvo u veleslalomu za mlađe uzrasne kategorije.